# فرشنیتس
فرشنیتس (به آلمانی: Ferschnitz) یک منطقهٔ مسکونی در اتریش است که در بخش امستیتن واقع شده‌است. فرشنیتس ۱٬۶۱۵ نفر جمعیت دارد.